# بالوک (نیوهمپشایر)
بالوک (به انگلیسی: Balloch) یک منطقهٔ مسکونی در ایالات متحده آمریکا است که در شهرستان سولیوان، نیوهمپشایر واقع شده‌است. بالوک ۱۱۰٫۹۵ متر بالاتر از سطح دریا واقع شده‌است.